# Krokforsån
Krokforsån är en relativt kort å som förgrenar sjön Fjällgrycken och de små sjöarna Övre- och Nedre Avan. Nedre Avan utgör en avskiljd vik av Utgrycken. Ån flyter i de nordvästra delarna av Bjursås socken. Krokforsån är en å med omväxlande forsar och lugna partier där det förekommer främst öring men även gädda i de lugnare delarna.  Ån heter i sitt nordliga lopp Fjällgrycksån men byter namn efter ungefär halva sitt lopp där ån viker av kraftigt åt söder.